# Rumores (programa de televisión)
Rumores del Espectáculo (también conocido como Rumores) fue un programa de chimentos conducido por Susana Roccasalvo y Carlos Monti.

## Historia
Comenzó en 1997 por la emisora estatal ATC (actual TV Pública), luego en América TV (1998-2000), 
Azul Televisión (2001-2002) y Canal 9 (2002-2003)
Terminó el 2 de enero de 2003, y en septiembre de 2010 regresaba Rumores pero solamente con la conducción de Roccasalvo por Canal 26 hasta 2011, la dupla Roccasalvo-Monti se volvió a reunir en 2013 en Implacables por Canal 9.